# Johannes Fallati
Johannes Baptista Fallati (Amburgo, 15 marzo 1809 – Amsterdam, 5 ottobre 1855) è stato uno statistico ed economista tedesco.

## Biografia
Suo padre, mercante, era nativo di Rovigo (Veneto). Fallati studiò a Tubinga e a Heidelberg e nel 1838 diventò professore di storia politica e statistiche presso le università. Nel 1839 viaggiò in Inghilterra, per informarsi sulle statistiche delle società inglesi e di altre istituzioni. Nel 1848 divenne membro del parlamento di Württemberg. Successivamente si ritirò, e tornò a intraprendere la carriera accademica diventando nel 1850 il bibliotecario universitario di Tubinga.
Dal 1844 fino alla sua morte, Fallati fu direttore di "fur die gesammte Staatswissenschaft". Durante la sua breve carriera politica pianificò o fondò un'organizzazione legislativa.

## Opere
- Die Statistischen Vereine der Englander, Tübingen, 1840.
- Ueber die sogenannte materielle Tendenz der  Gegenwart, Tübingen, 1842.
- Einleitung in die  Wissenschaft der Statistik Tübingen, 1843.
- In the Deutsche Vierteljahrsschrift " Ueber die  Haupterscheinungsformen der Sucht, schnell und muhelos reichtzuuwerden, im Gegensatze des Mittel-alters und der neueren Zeit", 1840. 3tes Heft.
- In the Zeitschrift f. Staatsw. : on Social Origins, i. (1844);
- on Association as a Moral Force, i. (1844)
- on English Working Men's Clubs and  Institutes; on Free Trade in Land ; and on  German Blue Books, ii. (1845) ;
- on Agriculture and Technology at the Congresses of Italian Scientists, iii. iv. (1846–47) ;
- on Progress in Practical Statistics; and on 'knodes of Statistical Inquiry in England, France, and Belgium, iii.;
- on Dearth and Famine Policy in Belgium; Belgian Excise; Belgian Census; Statistics in Sicily, Denmark, and Schleswig-Holstein; and Socialism and Communism, iv.;
- on Statistics at the Lübeck Germanist (Philoteuton) Conference, v. (1848);
- on the Evolution of Law in Savage and Barbarous Tribes;
- a proposed Inland Navigation Law; and Administrative Statistics in Germany, vii, (1850);
- on Trade Combinations in France, viii. (1851);
- on Statistics of Area and Population in British India; and Administrative Statistics in Norway, ix. (1852);
- on the Statistical Congress at Brussels, ix. (1853).